# Мойи-Спрингс (Айдахо)
Мойи-Спрингс[уточнить] (англ. Moyie Springs) — город на севере штата Айдахо, США. Население города по оценке 2012 года составляет 701 человек.

## География
Расположен на территории округа Баундари, недалеко от места впадения реки Мойи в реку Кутеней. Площадь города составляет 3,94 км².

### Климат
| Климатограмма Мойи-Спрингс                                  | Климатограмма Мойи-Спрингс | Климатограмма Мойи-Спрингс | Климатограмма Мойи-Спрингс | Климатограмма Мойи-Спрингс | Климатограмма Мойи-Спрингс | Климатограмма Мойи-Спрингс | Климатограмма Мойи-Спрингс | Климатограмма Мойи-Спрингс | Климатограмма Мойи-Спрингс | Климатограмма Мойи-Спрингс | Климатограмма Мойи-Спрингс |
| ----------------------------------------------------------- | -------------------------- | -------------------------- | -------------------------- | -------------------------- | -------------------------- | -------------------------- | -------------------------- | -------------------------- | -------------------------- | -------------------------- | -------------------------- |
| Я                                                           | Ф                          | М                          | А                          | М                          | И                          | И                          | А                          | С                          | О                          | Н                          | Д                          |
| 65.0 1 −5                                                   | 40.6 4 −4                  | 42.2 10 −2                 | 34.8 16 1                  | 44.7 21 5                  | 42.7 24 9                  | 18.8 29 11                 | 17.5 29 10                 | 25.9 23 6                  | 41.9 14 1                  | 74.2 6 −2                  | 72.9 0 −6                  |
| Температура в °C • Сумма осадков в мм Источник: weather.com |                            |                            |                            |                            |                            |                            |                            |                            |                            |                            |                            |

## Население
По данным переписи 2010 года население Мойи-Спрингс составляет 718 человек. Плотность населения — 182,4 чел/км². 93,6 % населения составляют белые американцы; 0,7 % — индейцы; 0,1 % — азиаты; 0,8 % — афроамериканцы; 1,7 % — представитель других рас и 3,1 % — представители двух и более рас. Доля населения латиноамериканского происхождения — 7,7 %. Средний возраст населения — 32,3 лет. Доля лиц в возрасте младше 18 лет — 31,8 %; лиц старше 65 лет — 10,6 %. Доля мужчин — 48,6 %; женщин — 51,4 %.